# Coral Records
Coral Records fue un sello discográfico fundado en 1949, subsidiario de Decca Records. Publicó a artistas como The McGuire Sisters, Teresa Brewer y Buddy Holly.

## Historia
Coral Records comenzó publicando exclusivamente Jazz y swing, pero tras tomar las riendas del sello el productor Bob Thiele en 1954, se incorporaron a la plantilla artistas de pop y rock and roll como Buddy Holly, Jackie Wilson, Lawrence Welk, Steve Lawrence y Eydie Gormé. También produjo algunos éxitos pasa su esposa, la cantante Teresa Brewer y el gran éxito de Debbie Reynolds en 1957, "Tammy". En 1954 Coral comenzó a operar en el Reino Unido bajo el nombre de Vogue Coral.
Coral dejó de producir nuevas grabaciones en 1971. En 1973, MCA se unió a Decca, Kapp Records y Uni Records bajo el nombre de MCA Records, y Coral fue convertida en un sello dedicado a la edición de los llamados "budget albums" o "drugstore records" (series de discos de precio reducido). MCA Coral reeditó un buen número de grabaciones de la extinta Vocalion Records. Esta actividad se mantuvo hasta la década de 1980.
Algunos de los artistas que estuvieron relacionados con Coral Records fueron: Steve Allen, The Ames Brothers, Two Ton Baker, Kenny Bass and His Polka Poppers, Milton Berle, Owen Bradley, Teresa Brewer, Doug Bragg, Johnny Burnette Trio, George Cates, Patsy Cline, Rosemary Clooney, Al Cohn, Dorothy Collins, Don Cornell, Eddie Costa, Bob Crosby, Jimmy Dorsey, Pete Fountain, Georgia Gibbs, Charlie Gracie, Buddy Greco, Greg Hatza, Woody Herman, Milt Herth, Buddy Holly, Will Holt, Steve Lawrence, Lennon Sisters, The McGuire Sisters, Barbara McNair, The Modernaires, Moon Mullican, Mary Osborne, Debbie Reynolds, Jack Shook, Tony and the Bandits, Jackie Verdell, The Vogues, Lawrence Welk, Billy Williams y Louis Armstrong.